# Jiří Grossmann (architekt)
Jiří Grossmann, křtěný Jiří Václav Rainer (4. duben 1892 Smíchov – 9. duben 1957 Praha) byl český architekt, urbanista a příležitostný malíř. Se svým spolupracovníkem Aloisem Balánem se v období tzv. první československé republiky výrazně podílel na realizaci řady významných, především funkcionalistických, staveb v Bratislavě.

## Životopis

### Mládí
Narodil se na Smíchově v rodině inženýra u c.k. pražského místodržitelství Rainera Grossmanna a jeho ženy Zdenky rodem Fialové z Dřínova. Později studoval architekturu na Českém vysokém učení technickém v Praze, titul získal roku 1919. V počátcích tvorby byl výrazně ovlivněn tvorbou tzv. pražské školy, reprezentované především Pavlem Janákem a Josefem Gočárem.  

### Na Slovensku
Mezi lety 1921 až 1922 byl zaměstnán na stavebním oddělení ředitelství Československých státních drah v Bratislavě. V roce 1922 se zde spojil s již od roku 1919 v Bratislavě působícím architektem Aloisem Balánem, Grossmannovým vrstevníkem původem z Valašské Meziříčí, a založili společnou firmu. Bratislava, která se vznikem Československa nabyla jakožto hlavní město slovenské části ČSR nového politického významu a začala se významně stavebně rozvíjet, často urbanisticky neuspořádaně. Společně pak za téměř dvacet let práce navrhli v Bratislavě řadu veřejných, státních či soukromých staveb různých účelů. Významně se také, rovněž s Balánem, podílel na tvorbě regulačního plánu Bratislavy. 

### V Praze
Po vzniku samostatného Slovenského štátu 14. března 1939 a rozpadu Československa se v rámci odsunu Čechů vrátil do Prahy,  Balán pak do rodného Valašského Meziříčí. V Praze po dobu německé okupace pracoval jako projektant akustik a vzduchotechnik; věnoval se studiu akustiky a vzduchotechniky ve stavebnictví. Mj. byl autorem publikace Akustika ve stavitelské praxi (1947). 
Na sklonku života se věnoval malbě akvarelů krajin a architektonických památek.

### Úmrtí
Jiří Grossman zemřel 9. dubna 1957 v Praze ve věku 65 let.

## Tvorba
První vývojovou etapou v prvních letech po válce byla dekorativní experimentace. Procházela jí většina architektů celé Střední Evropy a měla početnou ozvěnu právě v Bratislavě, ve městě stále spíše internacionálním. Vídeňský a pražský dekoratismus získával mnoho nových stoupenců a podlehl mu téměř žádný z architektů působících v prvních 10 letech po válce v Bratislavě, včetně Grossmanna. Pro toto období je také typická orientace většiny architektů k pražskému prostředí. Bylo to proto, že právě v Praze jich studovala řada, která zde hledala ještě dlouho po svém usazení v Bratislavě vzory pro svoji tvorbu. Grossmannova činnost začíná právě v těchto ne utěšených poměrech, kdy zde nebyla ani stavební tradice a kdy toto malé město bylo zcela otevřeno jakémukoli importu, schopno přijmout vše, ale neschopno dát něco své. Jeho tvorba je úzce spjata s jeho dlouholetým společníkem Aloisem Balánem. Oba v jejich profesních začátcích ovlivňovaly teorie architektů Janáka, Gočára a hlavně Štecha, který viděl možnosti vývoje v nástupu nacionálního zbarvení architektury.
Vlastní stavba Grosmannovy vily v roce 1924 znamenala v jejich společném díle orientaci klidnějším a vyrovnanějším směrem. Stále však pokračuje jejich inspirace v Gočárově dekorativním ornamentalismu a hledání národního slohu. Přechodem v tvorbě je realizace budovy ředitelství státních drah v Bratislavě (1925–1927), kde lze ještě spatřovat doznívající dekoratismus na kostře již funkcionalistického objektu. K definitivnímu zlomu dochází až po roce 1925. Jejich tvorba (soutěž na burzu, důstojnické domy a domy pro rotmistry na Anenské ulici, dům Besedy Slovenské) je již koncipována ne na ornamentu, ale nositelem se stává forma a vlastnosti materiálů: režná cihla, beton, kov a sklo. Nastává také skoro úplný rozchod se štítovými, sedlovými střechami a přicházejí střechy rovné. V letech 1928 až 1932 nastupuje jejich nejintenzivnější období práce na projektech a architektonických soutěžích. Vzniká mj. Okresní nemocenská pojišťovna v Banské Bystrici, palác Radiojournalu v Bratislavě, Učňovské pokračovací školy a Zemská úřadovna v Bratislavě, jakožto nejvýraznější a nejnáročnější díla Grossmanna a Balána v tomto období. Lze zde spatřovat snahu architektů ovládnout formu funkcí a snahu o dokonalý výraz.
Regulace města Bratislavy tvoří značně rozsáhlou složku práce těchto dvou architektů. Rozvoj a růst Bratislavy byl problém, který je oba hluboce zajímal: Balán ještě před příchodem Grossmanna do Bratislavy uveřejnil sérii článků pod názvem Regulace a výstavba města Bratislavy (Český deník, 12., 13., 25. leden 1921), Grossmann v dalších letech uveřejnil mj. text Otázka veřejných sadů v Bratislavě (Český deník, 19. VI. 1924). Výsledkem několikaletých studií a práce mezi lety 1920 až 1924 je první náčrt regulace města zveřejněný spolu s množstvím studií v časopise československých architektů Spolek inženýrů a architektů.
Tato rozsáhlá studie byla důkladnou přípravnou prací k jejich definitivnímu řešení regulace, se kterou se zúčastnili mezinárodní soutěži města Bratislavy (1929) a získali druhou cenu. Koncept se opíral o dva principy: o přesun hlavního nádraží ve směru na Žilinu a o pokynech celého vývoje města na východ, kde se nachází rovný terén. Za důležité také považovali růst a rozvoj města, možnosti a rozšiřování významu Bratislavy jako důležitého dunajského přístavu a průmyslově-obchodního střediska.
Tvorba Jiřího Grossmanna a Aloise Balána a jejich vzájemná spolupráce byla zpočátku velmi kontrastní. Balánova tvorba nesla smysl pro barevnost (sídlo YMCA z roku 1920, dále Státní domy Mlýnské Nivy, Poštovní dům na Šancově ulici), později pak přešla k monumentalismu (mohutné římsy, schodiště, portály a rizality). Na straně druhé pak stál vyrovnanější Grossmann, u něhož barevnost a monumentalismus jsou nahrazeny klidným seskupováním forem, zjednodušenou lineárností a typické je propojení mezi věcným a výtvarným (vila Ing. B., Poštovní domy na Šancově ulici). Jejich rozdílnost však nepůsobila destruktivně na jejich společnou práci. Ke konci jejich tvorby se dokonce jejich vzájemné působení zcela sloučilo, takže v posledních dílech lze jen stěží určit dominujícího autora návrhu. 
Na práci Jiřího Grossmanna a Aloise Balána lze pozorovat, že mezi jednotlivými periodami a názorovými vlivy v jejich tvorbě nejsou výrazné skoky a jejich přechod stylů je plynulý. Grossmann a Balán byli jedni z prvních, kteří v Bratislavě prezentovali architekturu zbavenou nadbytečného dekoru., a rovněž jako jedni z prvních také ve své tvorbě propagovali konstruktivistické teorie.

### Realizované stavby (výběr)
- Poštovní domy, Bratislava, Legionářská 3-5-7, 1923-1925
- Umělecká beseda slovenská, Bratislava, Dostojevského rad 2, 1924-1926 (společně s A. Balánem)[5]
- Vila K. Jaroně, Bratislava, Uhrova 4, 1929-1930, nedochované (společně s A. Balánem)
- Učňovské pokračovací školy, Bratislava, Vazovova 3-5, 1928-1937 (společně s A. Balánem)
- Okresní sociální pojišťovna, Bratislava, Bezručová 5, 1936-1939 (společně s A. Balánem)

## Galerie

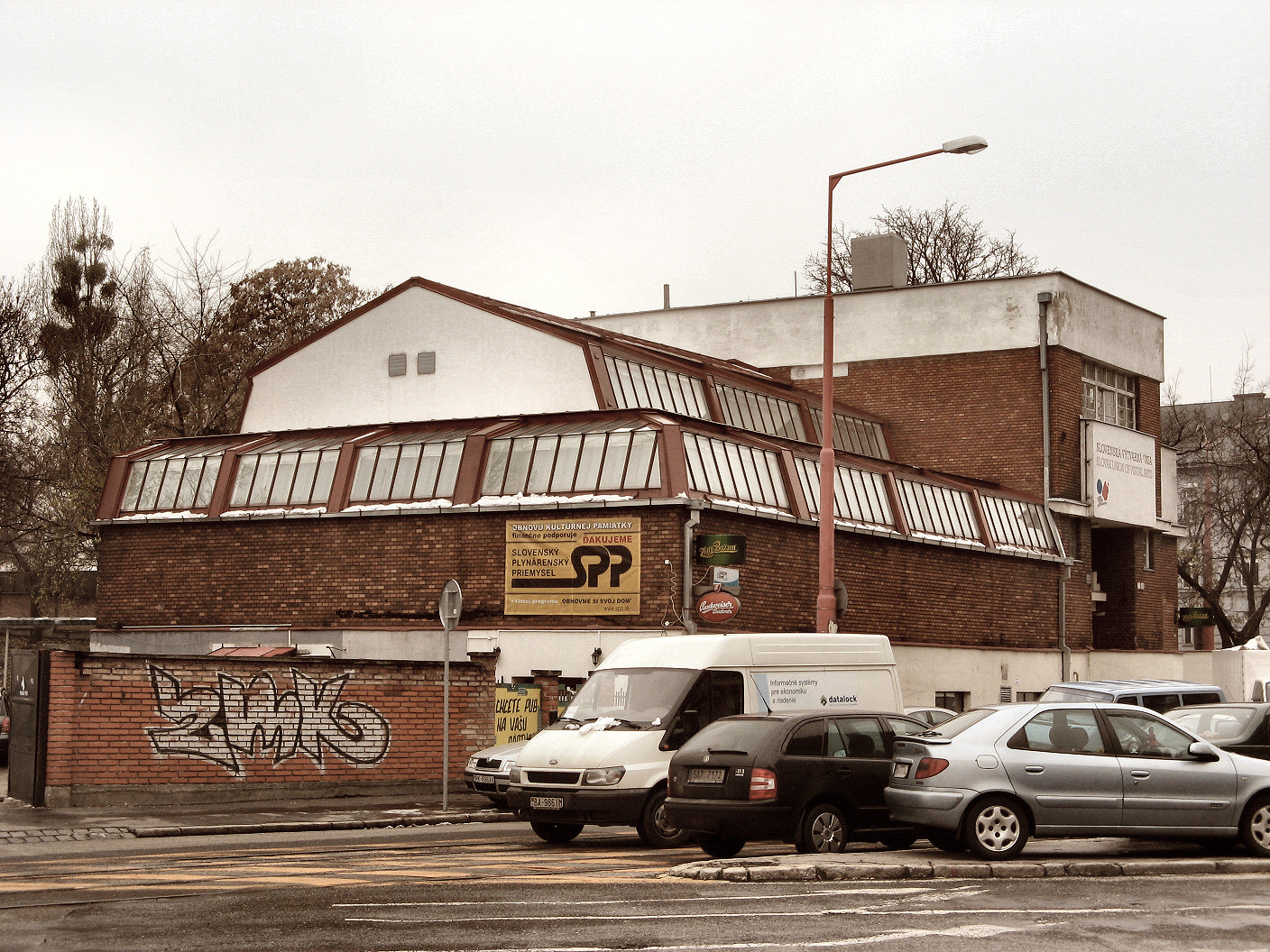
Umělecká beseda slovenská (dnes Slovenská výtvarná unie), Bratislava, 1925
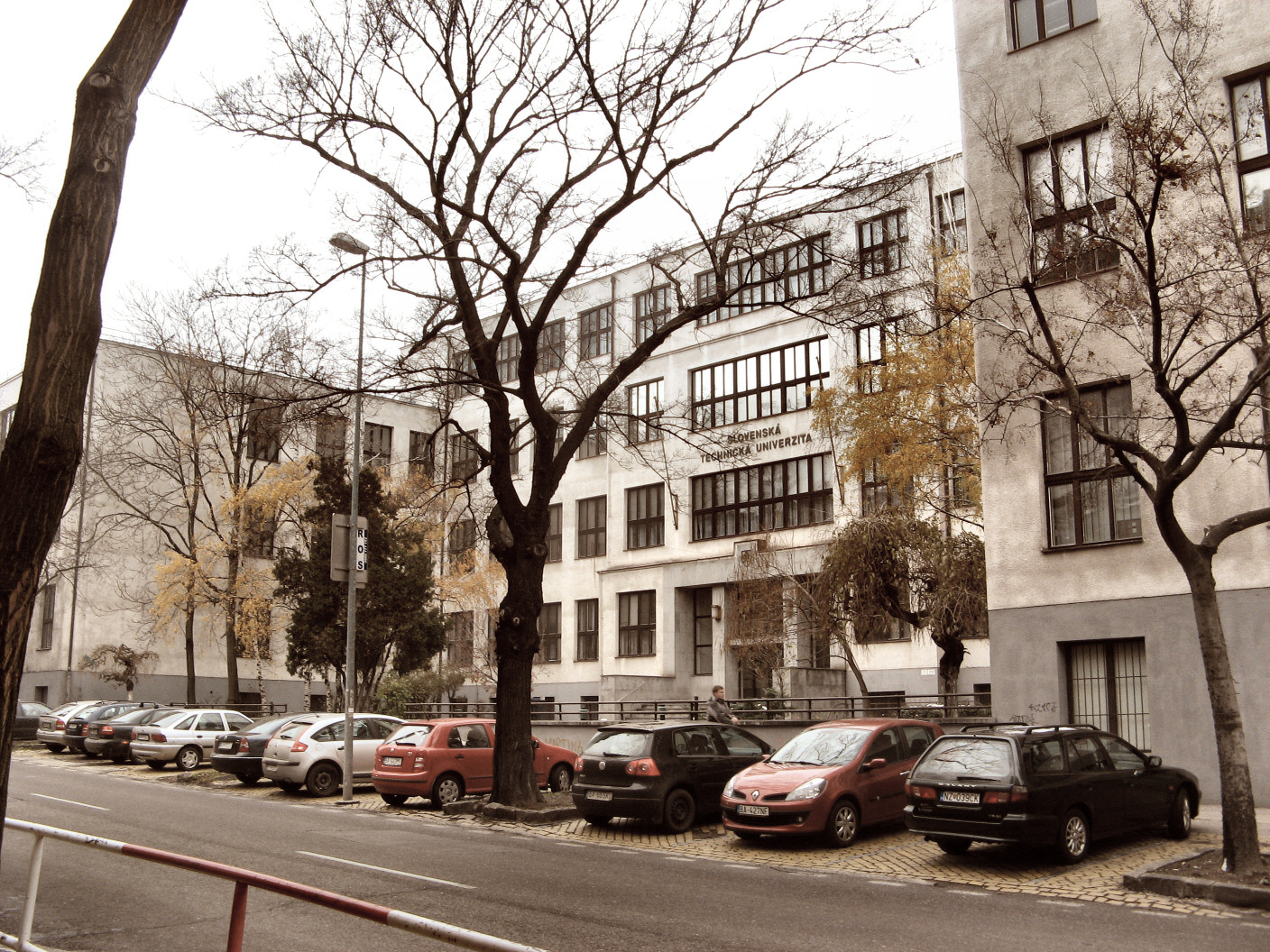
Škola uměleckých řemesel (dnes Slovenská technická univerzita), Bratislava, 1928
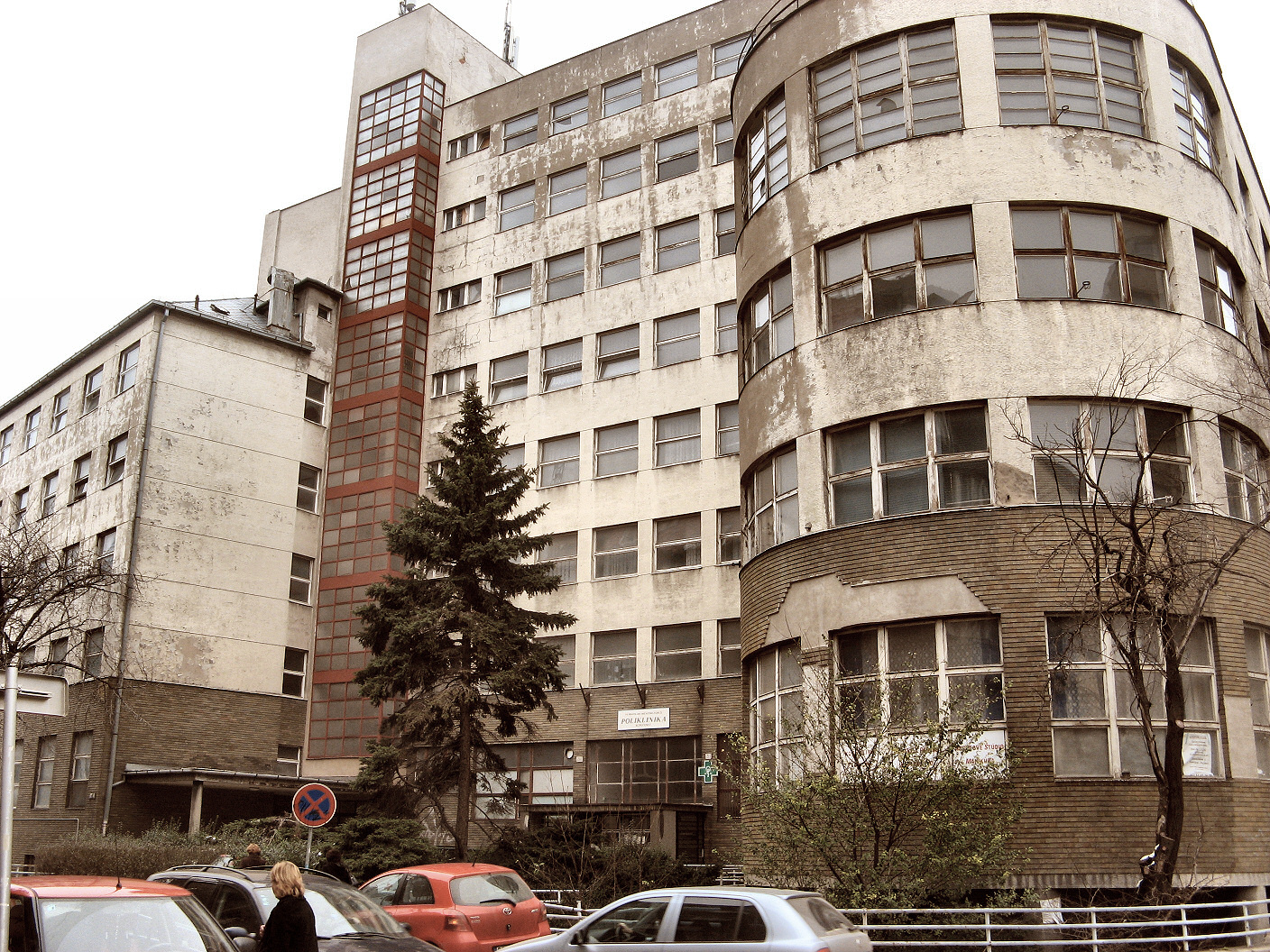
Okresní nemocenská pojišťovna, Bratislava, 1939
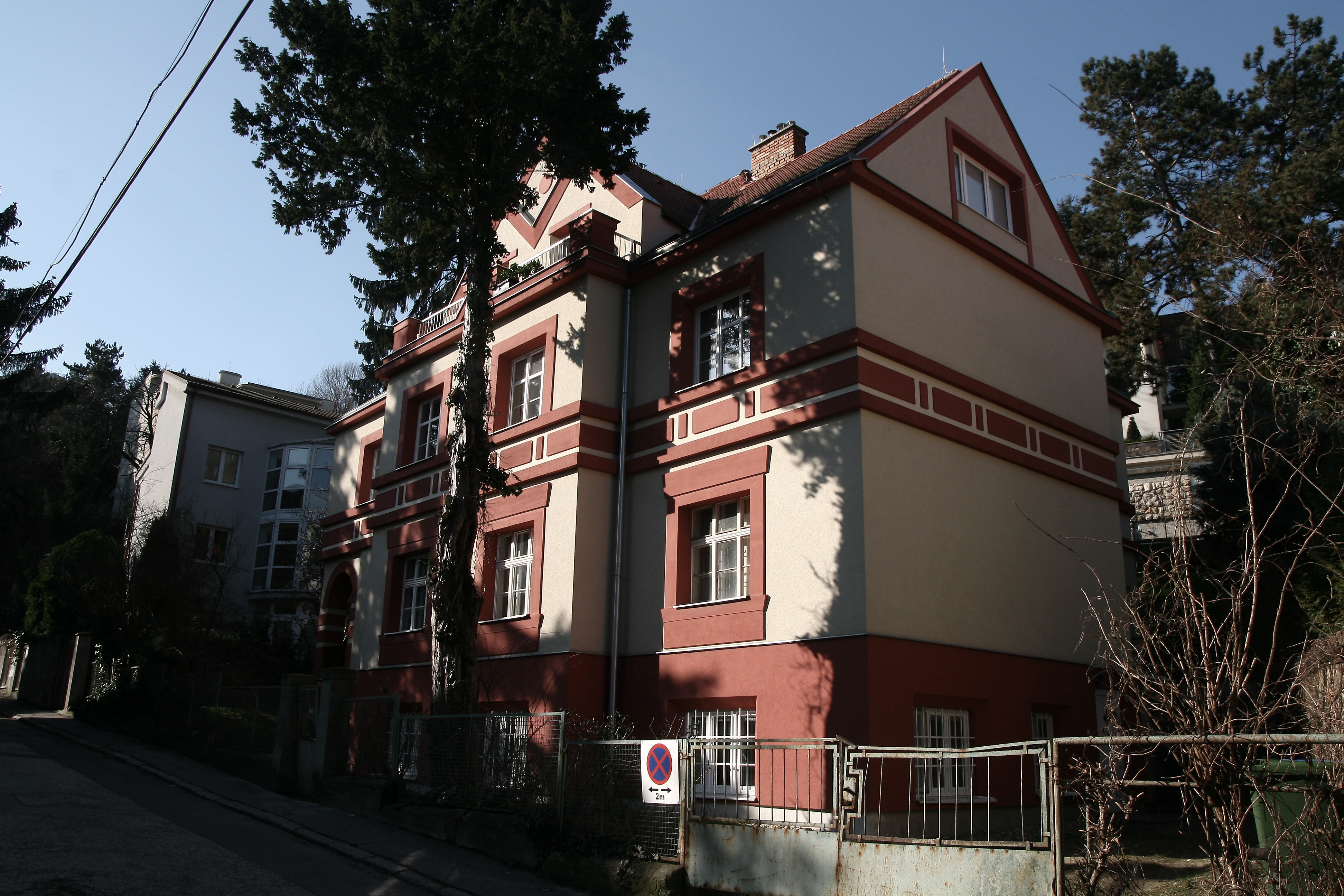
Vlastní vila, Bratislava, 1922–1924
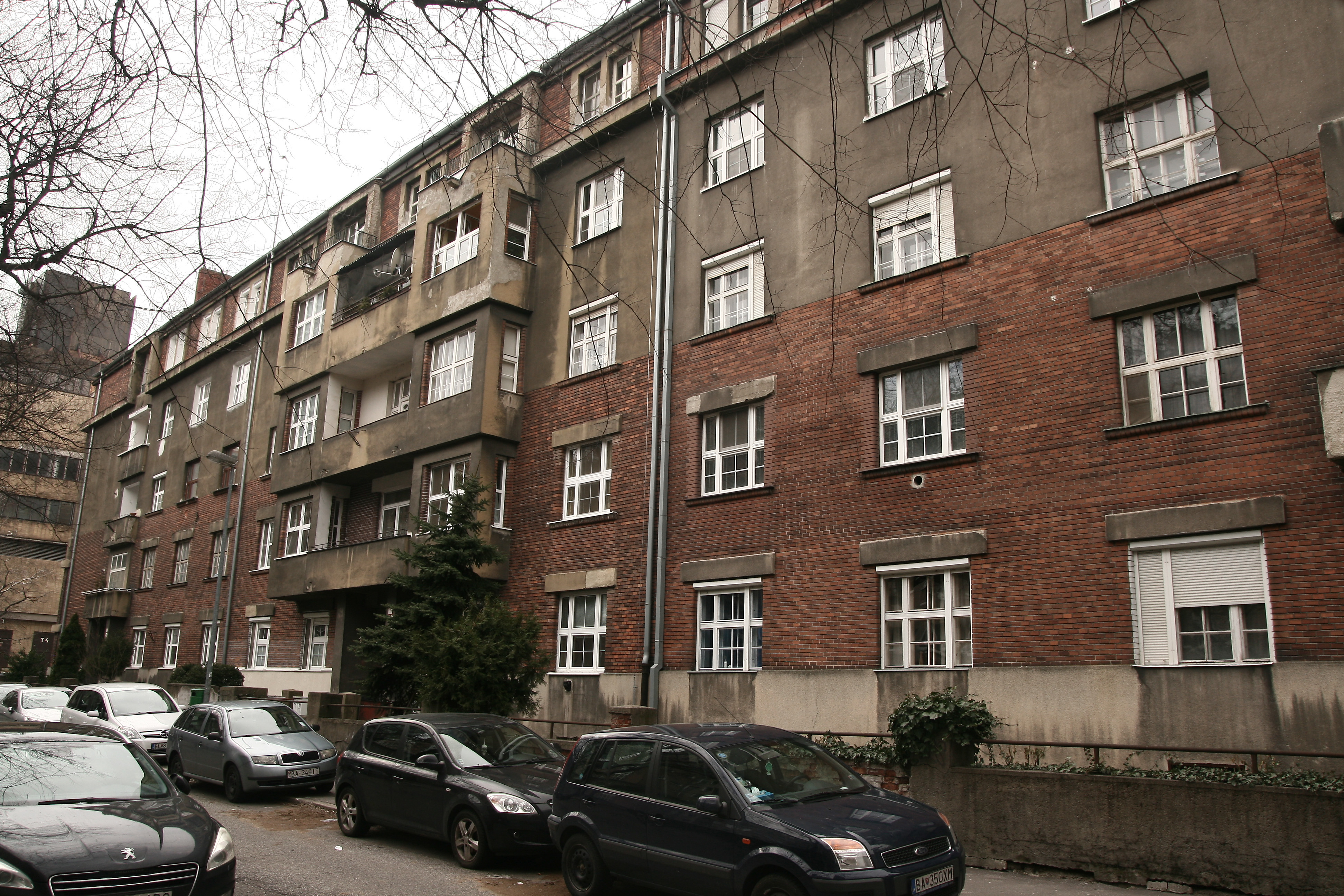
Důstojnické a rotmisterské domy, Bratislava, 1925–1927